# Lagunas Chuncara
Las lagunas Chuncara son tres cuerpos de agua superficiales ubicados en una franja de altitudes comprendida entre los 4550 a 4790 m de altitud en los orígenes de la quebrada de Tarapacá. Llevan los nombres laguna San Lorenzo, laguna Petronia y laguna Santa Rosa con una hoya hidrográfica de 100 hectáreas en un terreno sumamente permeable.: 214 
(No confundir con Lago Chungará, de la Región de Arica y Parinacota ni con la laguna Santa Rosa del salar de Maricunga.)

## Ubicación y descripción
Parte de sus aguas, 70 l/s en 1918, son llevadas a la Pampa del Tamarugal a través de la quebrada Macata.: 509 

## Hidrografía
La laguna Santa Rosa tiene una vertiente de 30 l/s (medido en octubre de 1918), que se filtran a la quebrada de Macata, una de las formativas de la quebrada de Tarapacá.

## Historia
Luis Risopatrón lo describe en su Diccionario Jeográfico de Chile (1924):: 828 : 661 : 810 
Santa Rosa (Laguna). Es pequeña i se encuentra a 50 m de distancia de la laguna Petronia, que la alimenta i está a 4 m de diferencia de nivel; tiene un desague que ha sido agrandado, por donde se escurren 30 litros de agua por segundo a la quebrada de Macata. Es del grupo de Chuncara.
Petronia (Laguna). Tiene 400 m de largo, 100 m de ancho i 5 de agua en su centro i es alimentada por corrientes subterráneas que vienen del cerro nevado de Chuncara; es la más importante del grupo de lagunas de este nombre i se encuentra a 4420 m de altitud, a 300 m al N de la de San Lorenzo, en los oríjenes de la quebrada de Tarapacá.
San Lorenzo (Laguna). Tiene 1,5 hectáreas de superficie i 1,2 m de profundidad i se encuentra a 4390 m de altitud, en los oríjenes de la quebrada de Tarapacá; pertenece al grupo de Chuncara i frente a ella se ven caer filtraciones a la quebrada Macata.